# Linas Balčiūnas
Linas Balčiūnas (Jonava, 14 de febrer de 1978) va ser un ciclista lituà, que fou professional entre 1999 i 2008. Va participar en els Jocs Olímpics de 1996 i 2004.

## Palmarès en carretera
- 1998
  - Vencedor d'una etapa a la Volta a Rodes
- 1999
  - 1r al Chrono champenois
- 2000
  - Vencedor d'una etapa a l'Etoile des Espoirs
  - Vencedor d'una etapa al Tour de l'Ain
  - Vencedor d'una etapa a la Ster der Beloften
- 2001
  - Vencedor d'una etapa al Tour de Picardia
- 2004
  - Vencedor d'una etapa al Bałtyk-Karkonosze Tour
- 2005
  - Vencedor d'una etapa al Tour de Poitou-Charentes
- 2008
  - Vencedor d'una etapa al Dookoła Mazowsza

## Palmarès en pista
- 1998
  - Campió d'Europa sub-23 en Persecució
  - Campió d'Europa sub-23 en Quilòmetre Contrarellotge
- 2005
  - Campió d'Europa en Òmnium Endurance

### Resultats a laCopa del Món
- 2004
  - 1r a Moscou, en Persecució per equips